# Посядо, Анатолий Иванович
Анато́лий Ива́нович Пося́до (22 сентября 1908, Калуга — 12 мая 1987, Москва) — советский скульптор, заслуженный художник РСФСР (1984).

## Биография
Анатолий Посядо родился 22 сентября 1908 года в Калуге.
С 1922 года жил в Москве. С 1934 года учился в Художественной студии при Союзе художников СССР у Александра Матвеева и Луки Малько и в 1935—1945 годах в Московской государственном художественном институте у Владимира Домогацкого, Леонида Шервуда и Ромуальда Иодко, позднее у Александра Матвеева.
Во время Второй мировой войны работал в творческой бригаде Дмитрия Моора. С 1946 года участвовал в художественных выставках.
Работал в области монументальной, монументально-декоративной и станковой скульптуры.
Автор скульптурной группы «Раненый боец из буденновских войск» (1955) и скульптурных портретов Александра Невского (1946), Михаила Фрунзе (1966), Семёна Будённого (1975 и 1982), Александра Суворова (1979), Климента Ворошилова (1980), Василия Чапаева (1980), Георгия Жукова (1985).
Анималист, крупнейший в советском монументальном искусстве специалист в области создания конных монументов. Скульптор коня в памятнике Котовскому в Кишинёве (1954), памятника Михаилу Фрунзе во Фрунзе (1967), памятника Клименту Ворошилову в Ворошиловграде (архитектор Алексей Душкин).
На Каслинском чугонолитейном заводе в каслинском литье по моделям Анатолия Посядо отливались: скульптурные группы «Багратион и Кутузов» (1955), «Александр Невский» (1956), «Кони в ночном» (1956), «Кобыла с жеребенком» (1957), пепельница «Лежащая борзая» (1965) и статуэтка «Борзая» (1975).

### Семья и родственные связи
- Отец — Иван Кондратьевич Посядо, полный Георгиевский кавалер, участник Русско-японской и Первой мировой войн. Участник Белого движения во время Гражданской войны, расстрелян красными.
- Жена — Валентина Георгиевна Посядо-Шатуновская (1922—1990), советский скульптор.
- Дочь — Нина Анатольевна Посядо (р. 1942), советский и российский скульптор, медальер.
- Зять — Дмитрий Фёдорович Терехов (1936—2020), советский и российский художник, мемуарист.
- Внук — Сергей Дмитриевич Терехов (р. 1971), российский пианист, музыкальный педагог.

## Участие в творческих и общественных организациях
- Член Московской организации Союза художников СССР (с 1946)[1]

## Выставки
В Москве были проведены три персональные выставки (1969, 1984, 1990).